# Jabal Sawda
Jabal Sawda es un pico situado en Arabia Saudita, con una altitud de unos 3000 m.
La mayoría de las autoridades afirman que el pico, con una altitud de 3133 m (cifra disputada), es el punto más alto de Arabia Saudita, pero los datos de otras fuentes indican una altura de 2985 m, con elevaciones más altas en otras partes del país.